# Rotor (attraction)
Pour les articles homonymes, voir Rotor.

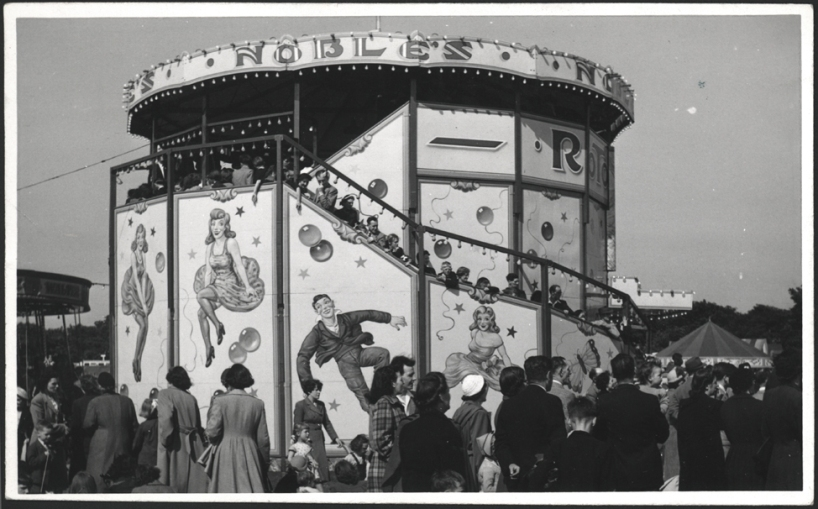
Rotor en Angleterre vers 1952.

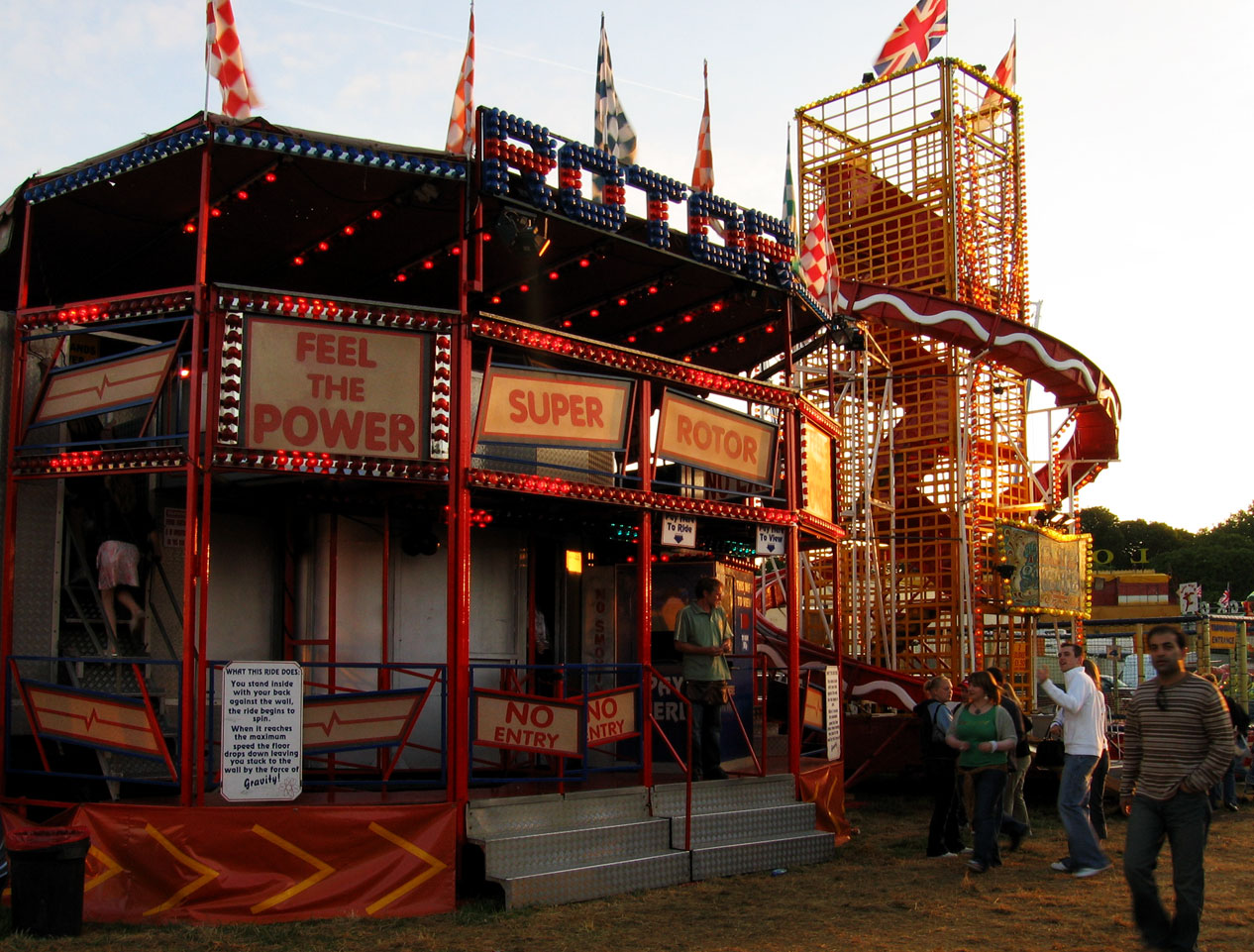
Rotor sur une fête foraine.

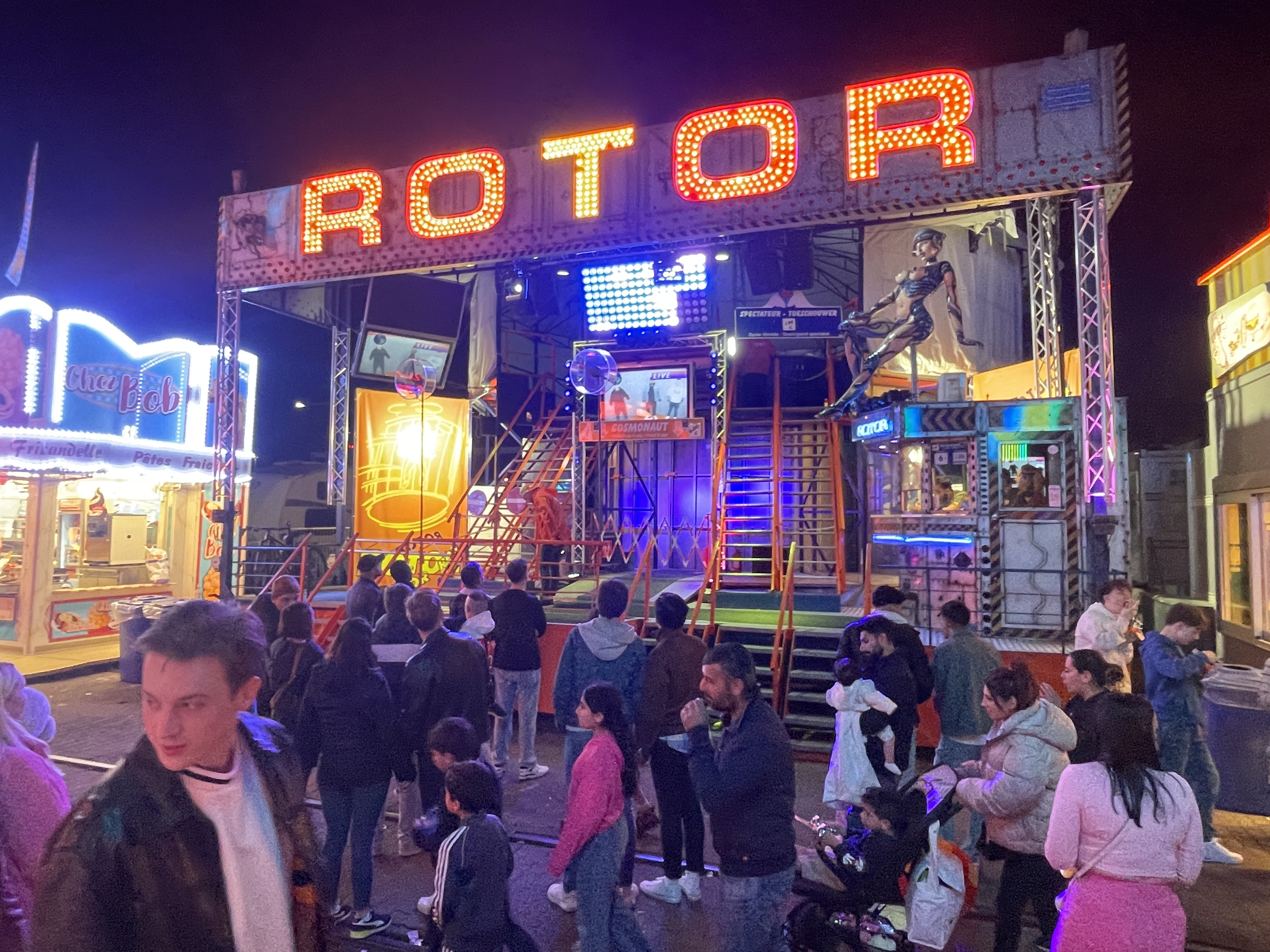
Rotor Du Belgique du Van Vugt - Onderwater.

Le Rotor est un type d'attraction conçu par Ernst Hoffmeister pendant les années 1940, L'attraction fut montrée pour la première fois à l'Oktoberfest, en 1949, Elle a ensuite voyagé de foires en fêtes foraines durant les années 1950, 1960. Au début du XXIe siècle, l'attraction se retrouve encore dans quelques parcs d'attractions. Une des variantes de cette attraction est le Gravitron.

## Concept et fonctionnement

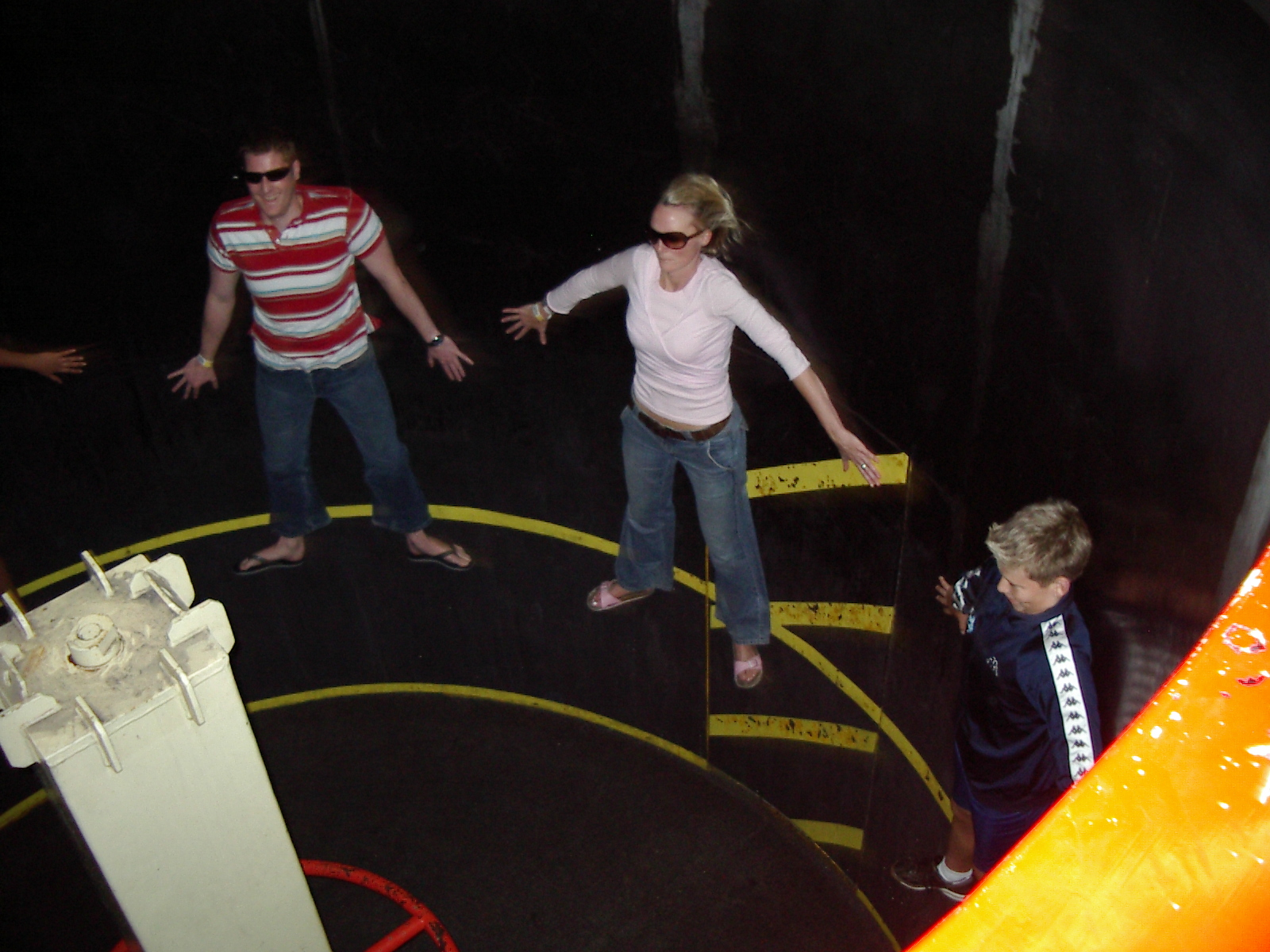
Passagers en lévitation à bord du Rotor de Luna Park Sydney.

Le rotor se présente sous la forme d'un grand tambour à l'axe vertical qui atteint une vitesse de 30 tours par minute. 
Les passagers prennent place dans le tambour le long de la paroi. Pendant que la plate-forme servant de sol monte de quelques mètres, le tambour accélère et par la force centrifuge latérale, les passagers sont de plus en plus plaqués contre les parois, jusqu'à atteindre une force d'environ 4 g.
A ce moment, la plateforme descend, mais les passagers restent collés en haut de la paroi, étant maintenus par la force centrifuge, devenue nettement supérieure à la pesanteur terrestre verticale. 
À la fin du tour, le tambour ralentit progressivement en réduisant donc sa force centrifuge, et les passagers glissent tout doucement vers le bas par gravité naturelle, tentant parfois de contrer dès que possible la force centrifuge restante pour rejoindre le centre du rotor.
De nombreux rotors ont été construits avec une passerelle d'observation.
Tous les rotors américains durent subir des modifications après un accident survenu sur le Cajun Cliffhanger dans le parc Six Flags Great America. Le revêtement de la plateforme mobile a été amélioré pour prévenir les mauvaises réceptions.
Même si Hoffmeister est le concepteur du rotor, de nombreuses versions du manège furent construites sous d'autres licences, (Hopkins en Australie, Velare Brothers, Anglo Rotor Corporation aux États-Unis). Ces deux derniers se disputèrent d'ailleurs jusqu'à ce que les droits de construction soient donnés à Velare Brothers (aujourd'hui connus sous le nom Chance Rotor).
En Belgique, il existe encore un Rotor original qui circule depuis 1969 et qui participe encore à quelques grandes foires en Belgique comme Anvers, Bruxelles et Liège. Il a subi plusieurs restylages depuis son arrivée en 1969.
www.rotorsensation.com

## Quelques modèles
| Nom           | Parc                      | Pays       | Année d'ouverture |
| ------------- | ------------------------- | ---------- | ----------------- |
| Rotor         | Foire du Trône            | France     | 1949              |
| Rotor         | Foires de Belgique        | Belgique   | 1969              |
| Rotor         | Luna Park Sydney          | Australie  | 1995              |
| Rotor         | Six Flags Great Adventure | États-Unis | 1975              |
| Rotor         | Lake Compounce            | États-Unis | 1997              |
| Finnish Fling | Worlds of Fun             | États-Unis | 1973              |
| Oaken Bucket  | Carowinds                 | États-Unis | 1973              |
| Spindletop    | Six Flags Over Texas      | États-Unis | 1967 - 1989       |
| Silly Silo    | Adventureland             | États-Unis | /                 |
| Turkish Twist | Canobie Lake Park         | États-Unis | 1981              |
| Rotor         | Puyallup Fair             | États-Unis | /                 |
| Rotor         | Six Flags New England     | États-Unis | 1973 - 1999       |
| Rotor         | Geauga Lake               | États-Unis | 1981 - 1994       |
| Rotor         | Luna Park Sydney          | Australie  | 1951 - 1986       |
| Rotor         | Kings Island              | États-Unis | 1972 - 1981       |
| Rotor         | Old Indiana Fun Park      | États-Unis | /                 |

## .Attractions similaires
- Le Round-up
- Le Gravitron
- Le UFO, s'inclinant ensuite jusqu'à 90°